# Chamois Niortais FC
A Chamois Niortais Football Club (becenevén Les Chamois) egy 1925-ben alapított francia labdarúgócsapat, melynek székhelye Niort-ban található. A klub színei: kék és fehér. Hazai pályájuk a Stade René Gaillard, melynek befogadóképessége 10 898 fő.

## Sikerlista
- Harmadosztály aranyérmes (3): 1985, 1992, 2006
- Ligue 2 ezüstérmes (1): 1986–87

## Jelenlegi keret
2014. június 27.

## Fordítás
Ez a szócikk részben vagy egészben  a   Chamois Niortais F.C. című angol Wikipédia-szócikk fordításán alapul.  Az eredeti cikk szerkesztőit annak laptörténete sorolja fel. Ez a jelzés csupán a megfogalmazás eredetét és a szerzői jogokat jelzi, nem szolgál a cikkben szereplő információk forrásmegjelöléseként.